# شتيفان بانيكا (جونيور)
شتيفان بانيكا، جونيور (الأصغر) (بالرومانية: Ștefan Bănică) (ولد بتاريخ 18 أكتوبر 1967) مُغني بوب روماني وهو ابن شتيفان بانيكا، سينيور (الأكبر).

## وصلات خارجية
- شتيفان بانيكا، جونيور على موقع IMDb (الإنجليزية)
- شتيفان بانيكا، جونيور على موقع ميوزك برينز (الإنجليزية)
- شتيفان بانيكا، جونيور على موقع أول موفي (الإنجليزية)
- شتيفان بانيكا، جونيور على موقع أول ميوزيك (الإنجليزية)
- شتيفان بانيكا، جونيور على موقع ديسكوغز (الإنجليزية)
- شتيفان بانيكا، جونيور على موقع قاعدة بيانات الفيلم (الإنجليزية)

- Ștefan Bănică Jr.
- Ștefan Bănică Jr. pe Biografia.ro نسخة محفوظة 18 أبريل 2012 على موقع واي باك مشين.
- Ștefan Bănică Jr. la IMDB
- Stefan Banica Jr: Eu cred ca scena inseamna emotie نسخة محفوظة 14 ديسمبر 2010 على موقع واي باك مشين.